# آگوست آرتور د لا ریو
آگوست آرتور د لا ریو (انگلیسی: Auguste Arthur de la Rive؛ زاده ۹ اکتبر ۱۸۰۱ – درگذشته ۲۷ نوامبر ۱۸۷۳) یک فیزیک‌دان اهل سوئیس بود.